# Bejean Banner
Bejean Jaye Banner (* 30. Januar 1991 in Berlin) ist ein deutscher Schauspieler.

## Leben
Banner spricht Deutsch und Englisch. Von 2007 bis 2010 absolvierte er eine Ausbildung zum Stagecoach. Seinen ersten TV-Auftritt hatte er in der KIKA-Serie Schloss Einstein unter der Regie von Benjamin Gutsche. Von 2010 bis 2013 spielte er den Marvin in der International Emmy Award nominierten Serie Allein gegen die Zeit. Eine seiner größten Rollen hatte er 2018 in der Erfolgsserie Der Alte unter der Regie von Raoul W. Heimrich. 2020 drehte er KI – Die letzte Erfindung neben Schauspieler Daniel Donskoy unter der Regie von Christian Twente.
Er tanzt Hip-Hop, Streetdance, Salsa, Bachata und singt u. a. Gospel und Soul. Neben der Schauspielerei ist er als Tanzlehrer tätig. Er lebt mit seiner Familie in Berlin.

## Filmografie
- 2009: Warzenputtel (Kurzfilm)
- 2009–2012: Allein gegen die Zeit (Serie)
- 2010: Schloss Einstein (Fernsehserie, 3 Folgen)
- 2011: Willkommen im Krieg
- 2016: Die Kanzlei
- 2016: Die Diplomatin – Das Botschaftsattentat
- 2017: Night out
- 2017: Romeos Erbe
- 2018: Der Alte – Folge 412: Wer bremst hat verloren
- 2018: Der Kriminalist
- 2020: KI – Die letzte Erfindung
- 2022: Tatort: Das Opfer

## Theater
- 2013–2016: 4 Boat People (Regie: Stefan Lochau)